# رابيز
رابيز (باللغة الأرمنية Ռաբիս أو Ռաբիզ باللغة الإنكليزية Rabiz) نوع من الموسيقى الأرمنية الشعبية الشهيرة، وفيها تأثير واضح من الموسيقى الشرقية وموسيقى الأرابيسك. 
الرابيز معروف منذ عشرات السنين في أرمينيا الا أنه لقي نجاحا عالميا بعد انتشار أغنية «مي غنا» للفنان والمنتج والدي دجاي الأرمني الأميركي سوبر ساكو ومن أداء سبيتاكتسي هايكو.
من أهم فناني الرابيز الأرمن هايكو (Hayko)، أرام أساتريان (Aram Asatryan)، تاتول أفويان (Tatoul Avoyan)، وغيرهم.